# روبرت هال بيكر
روبرت هال بيكر (بالإنجليزية: Robert Hall Baker)‏ هو شخصية أعمال وسياسي أمريكي، ولد في 27 يونيو 1839م، وتوفي في 5 أكتوبر 1882م. انتخب عضو مجلس ولاية ويسكونسن.